# 肉托竹柏
肉托竹柏（学名：Nageia wallichiana）是罗汉松科竹柏属的植物。分布于缅甸、越南、印度以及中国大陆的云南：西双版纳等地，目前尚未由人工引种栽培。

## 名稱
别名：大叶竹柏（中国树木分类学），大叶罗汉松（中国裸子植物志）
學名中種小名以丹麥籍外科醫師及植物學家瓦立池命名，以資紀念其對印度、孟加拉等地植物學的貢獻。